# دالرز کورنر (واشینگتن)
دالرز کورنر (به انگلیسی: Dollars Corner) یک منطقهٔ مسکونی در ایالات متحده آمریکا است که در شهرستان کلارک، واشینگتن واقع شده‌است. دالرز کورنر ۱۰٫۲ کیلومتر مربع مساحت و ۱٬۱۰۸ نفر جمعیت دارد و ۶۷ متر بالاتر از سطح دریا واقع شده‌است.